# Apristurus stenseni
Apristurus stenseni es una especie de peces de la familia Scyliorhinidae en el orden de los Carcharhiniformes.

## Morfología
Pueden llegar alcanzar los 23 cm de longitud total.

## Reproducción
Es ovíparo.

## Distribución geográfica
Se encuentra en las  costas de Panamá. 